# Arabagonda, Byadgi
Arabagonda là một làng thuộc tehsil Byadgi, huyện Haveri, bang Karnataka, Ấn Độ.